# Klein-Harras
Klein-Harras ist eine Ortschaft und (als Kleinharras) eine Katastralgemeinde der Marktgemeinde Matzen-Raggendorf an der Grenze zwischen dem Weinviertler Hügelland und dem Marchfeld in Niederösterreich, ca. 35 km östlich von Wien.  Die Gemeinde ist nicht nur wegen ihrer Weine bekannt, sie gilt auch als eine der größten Erdöl-Lagerstätten in Europa.

## Geschichte
- 1179: Erste urkundliche Nennung von Harroze (mhd. Har-roze, „Flachsröste“, auch Sumpfwasser)

Laut Adressbuch von Österreich waren im Jahr 1938 in der Ortsgemeinde Klein-Harras ein Bäcker, zwei Fuhrwerker, ein Gastwirt, ein Gemischtwarenhändler, eine Hebamme, zwei Schlosser, ein Schmied, ein Schneider, zwei Schuster, ein Tischler, ein Agent für Wein und mehrere Landwirte ansässig.

## Siedlungsentwicklung
Zum Jahreswechsel 1979/1980 befanden sich in der Ortschaft 235 Bauflächen auf insgesamt 72352 m² und 136 Gärten auf 74579 m², 1989/1990 waren es ebenfalls 235 Bauflächen und Gärten. 1999/2000 war die Zahl der Bauflächen auf 294 angewachsen. 2009/2010 bestanden 704 Bauflächen, auf denen sich 318 Gebäude befanden.

## Landwirtschaft
Die Ortschaft ist landwirtschaftlich geprägt. 546 Hektar wurden zum Jahreswechsel 1979/1980 landwirtschaftlich genutzt, auf 44 Hektar wurde Weinbau betrieben und 301 Hektar waren forstwirtschaftlich geführte Waldflächen. 1999/2000 wurde auf 542 Hektar Landwirtschaft betrieben, auf 41 Hektar waren mit Weinstöcken bebaut und 305 Hektar waren als forstwirtschaftlich genutzte Flächen ausgewiesen. Ende 2018 waren 531 Hektar als landwirtschaftliche Flächen genutzt, Wein war auf 27 Hektar ausgebaut und Forstwirtschaft wurde auf 308 Hektar betrieben.

## Kultur und Sehenswürdigkeiten

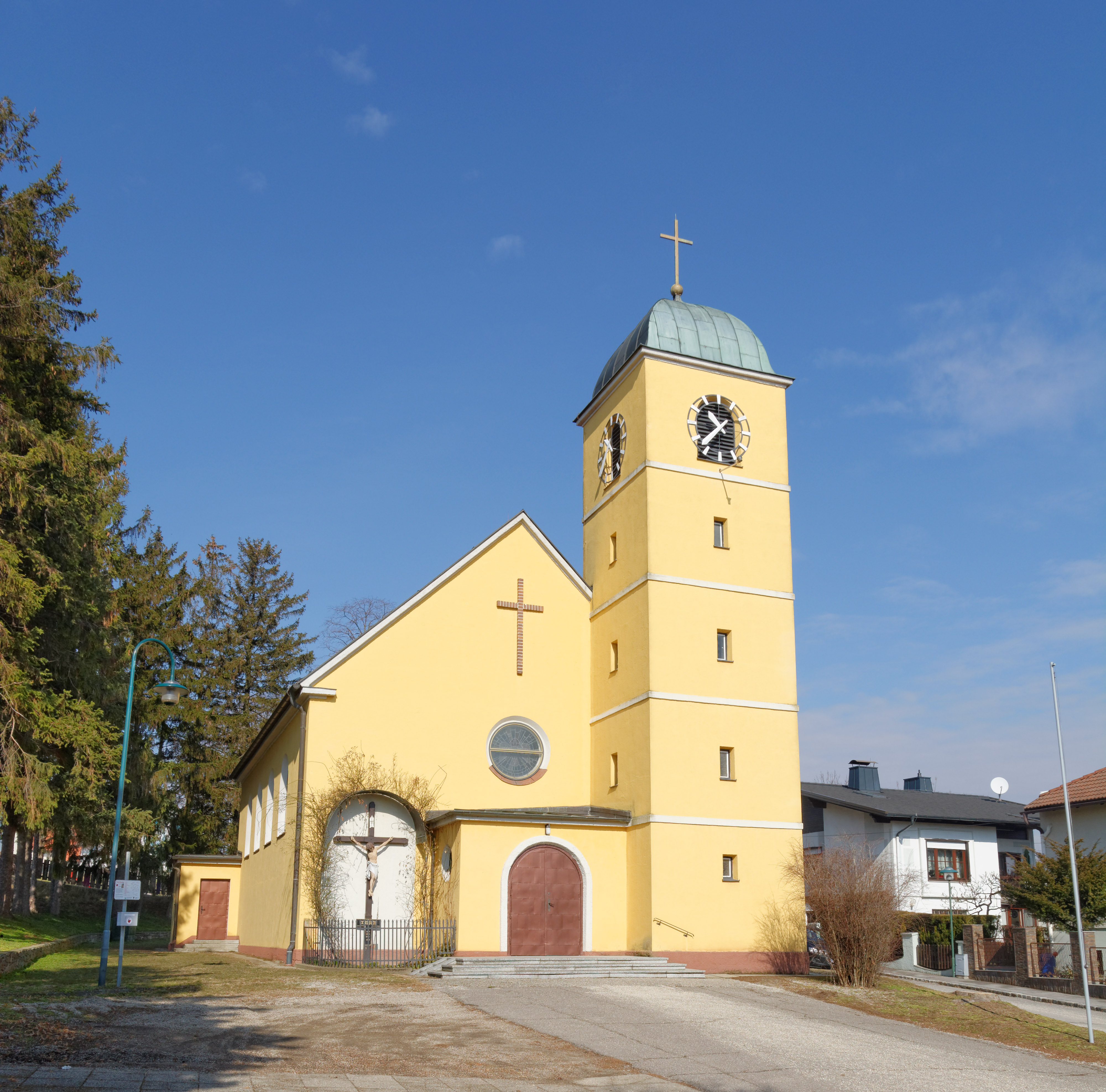
Pfarrkirche Kleinharras

- Katholische Pfarrkirche Kleinharras Hll. Philipp und Jakob
- Kriegerdenkmal

### Kultur
- Musikverein Klein-Harras

### Andere Vereine
- Freiwillige Feuerwehr Klein-Harras
- USV Klein-Harras
- Verschönerungsverein Klein-Harras